# Leeward Islands (Cricketteam)
Die Lewaard Islands sind ein First Class Cricketteam, welches die Mitgliedsländer der Leeward Islands Cricket Association repräsentiert. Sie bestreiten seit 1958 First-Class Cricket-Spiele im Rahmen des West Indies Cricket Boards, nehmen aber erst seit 1980 eigenständig an den First-Class Wettbewerben teil.

## Verbände
Der Verband der Lewaard Islands ist ein Zusammenschluss der Verbände der Inselstaaten der 1958 aufgelösten British Leeward Islands, wobei Dominica nicht nach der klassischen Aufteilung der Inseln über dem Winde den Leeward Islands, sondern den Winward Islands zugeordnet wurde. Auch besitzen Nevis und St. Kitts unabhängige Verbände auch wenn sie heute im Staat St. Kitts und Nevis zusammengeschlossen sind. Die Beteiligten Verbände sind:
- Anguilla
- Antigua und Barbuda
- British Virgin Islands
- Montserrat
- St. Kitts und Nevis (als Einzelverbände für St. Kitts und Nevis)
- St. Maarten
- U.S. Virgin Islands

## Geschichte

### Erste Spiele und Combined Islands
Das erste First-Class-Match fand am 5. Juli 1958 zwischen den Leeward Islands und Jamaika statt. Jamaica gewann mit 1 Innings und 19 Runs.
Der erste Sieg gelang den Leeward Islands gegen Guyana in der Saison 1968/69 am 12. Februar 1969. Die Leeward Islands gewannen mit 43 Runs. In der Saison 1976/77 nahmen die Leeward Islands als eigenständige Mannschaft am One-Day Wettbewerb auf den West Indies teil. Bis zur Saison 1980/81 spielten die Spieler der Leeward Islands zusammen mit denen der Winward Islands als Combined Islands in der Regional Four Day Competition. Nach ihrem ersten Gewinn der Meisterschaft trennten sich die beiden Mannschaften.

### Das erfolgreiche Jahrzehnt
In den 1990er Jahren konnte die Mannschaft zahlreiche Erfolge feiern und vor allem das One-Day Cricket dominieren. So konnten sie in der Saison 1989/90 alle Spiele in First-Class Wettbewerb gewinnen und sicherte sich so vor Barbados die Meisterschaft. In der Saison 1992/93 teilten sie sich die Meisterschaft im One-Day Pokal mit Guyana und den Winward Islands. Bis 1997/98 konnte die Mannschaft noch dreimal (davon einmal geteilt) den First-Class Wettbewerb und drei Mal den One-Day Wettbewerb.

## Stadien
Das primäre Heimstadion ist der Warner Park Sporting Complex in Basseterre, St. Kitts und Nevis, wo sich auch der Verbandssitz befindet. Jedoch werden für Heimspiele auch andere Stadien verwendet. Spielstätten für internationales Cricket in den Staaten der Leeward Islands sind Antigua Recreation Ground in St.John’s und Sir Vivian Richards Stadium in North Sound, beide in Antigua und Barbuda.

## Erfolge

### First Class Cricket
Gewinn der Regional Four Day Competition (3+1 geteilt): 1989/90, 1993/94, 1995/96, 1997/98 (geteilt),

### One-Day Cricket
Gewinn des WICB Cup (5 + 2 geteilt): 1977/78, 1981/82, 1992/93 (geteilt), 1993/94, 1994/95, 1997/98, 2010/2011 (geteilt)